# Parafia św. Katarzyny w Pielgrzymowicach
Parafia św. Katarzyny w Pielgrzymowicach – parafia rzymskokatolicka w dekanacie pawłowickim archidiecezji katowickiej.

## Historia
Powstała ok. 1320 roku. W sprawozdaniu z poboru świętopietrza z 1335 w diecezji wrocławskiej na rzecz Watykanu sporządzonego przez nuncjusza papieskiego Galharda z Cahors wśród 7 parafii archiprezbiteratu w Żorach wymieniona jest parafia w miejscowości Peregrini, czyli Pielgrzymowicach. Została również wymieniona w spisie świętopietrza sporządzonym przez archidiakona opolskiego Mikołaja Wolffa w 1447 pośród innych parafii archiprezbiteratu (dekanatu) w Żorach pod nazwą Pilgremsdorff.
Pielgrzymowicka parafia obejmowała swoim zasięgiem Jarząbkowice, które po II wojnie światowej włączono do parafii w Bąkowie, oraz Golasowice, które wyodrębniły się jako kuracja w 1961 roku. W parafii urodził się sławny działacz narodowy i polityczny Karol Miarka (starszy), który przez wiele lat pełnił tu obowiązki organisty.

## Działalność
Na terenie parafii znajduje się klasztor Sióstr ze Zgromadzenia św. Jadwigi od Niepokalanej Bogarodzicy Dziewicy Maryi (Congregatio Sororum Sanctae Hedvigis ab Immaculata Virgine Genetrice Maria – CSSH). Zgromadzenie prowadzi na terenie parafii Dom Pomocy Społecznej dla dzieci. Pensjonariuszami są dzieci (ok. 90) z głębokim upośledzeniem. Poza opieką nad wspomnianymi dziećmi Siostry Jadwiżanki pełnią posługę w kościele.

## Proboszczowie
- ks. Karol La Rose (1890-1929)
- ks. Jan Górka (1929-1961)
- ks. Brunon Meyer administrator (1961-1966), proboszcz (1966-1976)
- ks. Rudolf Solik (1976-2001)
- ks. Henryk Krawczyk (2001-2003), proboszcz (2003-nadal)